# 黃惠民
黃惠民（1949年10月2日—），馬來西亞華僑，中原大學教授，為臺灣擁有英國、泰國、美國等國學位之工業工程學者。
與其妻余燕姿同為宣教師，並是倡導基督教實務和落實在生活，關懷全台灣大學研究生的宗教信仰，並擔任宣教士、董事、董事長、教會長老、執事。

## 專書及專書論文
- 筆記型電腦供應鏈流程再造---總計畫(II)，許棟樑; 劉志明; 黃惠民; 饒忻; 湯玲郎 ,  2002
- 工業工程與工程管理 國科會計畫 ，許棟樑 劉志明 黃惠民 饒忻 湯玲郎 許棟樑 劉志明 黃惠民 饒忻 湯玲郎
- 筆記型電腦供應鏈流程再造---總計畫(II) Supply Chain Process Re-Engineering for Notebook Computer Industry (II) 2002 987654321/8749 清華大學工業工程與工程管理系。等..等[3]
- 鄧治東（主編）、王晃三、黃惠民、饒忻、張豫虎、張思恩、馮道偉、洪穎怡、賴玲瑩、 何金滿、許政行，創意思考與問題解析課程大綱彙編（貳版），中原大學工學院問題創意思解教學研討小組，民國85年2月。[4][1]